# Velký Tap
Velký Tap (rusky Большой Тап) je řeka na jihozápadě Chantymansijského autonomního okruhu v Ťumeňské oblasti v Rusku. Je dlouhá 504 km. Plocha povodí měří 6700 km².

## Průběh toku
Odtéká z jezera Tap To a protéká mezi bažinami a jezery jižním směrem. Ústí zleva do Kondy (povodí Irtyše).

## Vodní režim
Zdrojem vody jsou sněhové a dešťové srážky.